# International Association for Translation and Intercultural Studies
La Asociación Internacional de Traducción y Estudios Interculturales (del inglés: International Association for Translation and Intercultural Studies, IATIS) constituye un foro dedicado a congregar académicos de diferentes entornos disciplinarios y regionales para debatir cuestiones relativas a la traducción y otras formas de comunicación intercultural.
Fundada en agosto de 2004, está presidida por Juliane House. Integran su órgano directivo Mona Baker, Şebnem Susam-Sarajeva y otros lingüistas. Tiene su secretaría en Seúl, Corea del Sur.